# Estación Parque 3 de Febrero (nueva)
Parque 3 de Febrero fue una estación ferroviaria inaugurada por el Ferrocarril del Norte de Buenos Aires en 1901 , en 1927 fue clausurada. Se encontraba en Av. Sarmiento.

## Historia

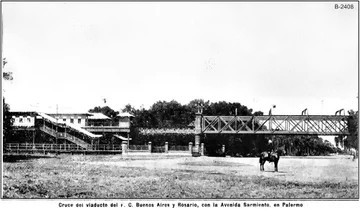
la Estación Parque 3 de Febrero

Parque 3 de Febrero cerró en 1901 porque se inauguró la nueva traza en viaducto, la actual, sumando dos estaciones en su reemplazo. Una fue Hipódromo, hoy 3 de Febrero, ubicada del otro lado de la Av. del Libertador respecto de la estación actual.
La otra estación incorporada en 1901 fue una nueva Parque 3 de Febrero, ubicada también sobre Sarmiento pero a la altura del actual viaducto, hacia Retiro. Cerró en 1927 por su escaso movimiento de pasajeros: de noche los trenes no paraban, Si bien desde 1901 existía el actual viaducto, la línea a Tigre siguió usando su antigua traza hasta 1915, cuando se inauguró la actual estación Retiro. Tenía una estación Palermo también cruzando Av. Sarmiento, más o menos frente al Planetario.